# The Smashup
The SmashUp ist eine 2001 gegründete New Yorker Post-Hardcore- bzw. Punkrock-Band.

## Geschichte
2004 erschien ihre erste EP, die man The Smashup nannte und selbst produzierte (Watt: “We weren’t happy with working with past producers and I think we did a pretty good job of it ourselves.”). 2005 kam ihr Debütalbum Being and Becoming auf den Markt, welches unter Warcon Enterprise produziert wurde. Im selben Jahr erschien ihr Zweitling Untreatable im Vereinigten Königreich. Untreatable wurde unter Mighty Atom Records veröffentlicht. Seitdem sie bei WARCON Enterprise unter Vertrag genommen wurden, spielen sie mit Musikgrößen wie Coheed and Cambria, Eighteen Visions oder The Used Seite an Seite. 2006 spielte die Band mit Megadeth und Lamb of God auf der Gigantour 2006 sowie auf der Vans Warped Tour im selben Jahr. The SmashUp spielte des Weiteren schon mit Deftones, Thrice, Underoath, As I Lay Dying, Thursday, Atreyu, Funeral for a Friend und Story of the Year. 5 Jahre nach der Veröffentlichung ihres zweiten Albums erschien mit The Sea and the Serpents Beneath ihr bereits drittes Studioalbum, das unter Eulogy Recordings veröffentlicht wurde. In Europa wird das Album über Glasstone Records vertreiben.
Bassist Jaffe spielte, bevor er zu The Smashup stieß, bei Save Our Souls, die sich damals noch Chiba-Ken nannten. Er war dort auch als Grafikdesigner tätig und entwarf Merchandising-Motive und Layouts der Alben Faces of the Moment und Are We Innocent?.

## Diskografie

### EPs
- 2004: The Smashup

### Alben
- 2005: Being and Becoming (Warcon Enterprise)
- 2005: Untreatable (Mighty Atom Records)
- 2010: The Sea and the Serpents Beneath (Eulogy Recordings)

### Soundtracks
- Saw III (mit dem Song Effigy)
- Feast (mit dem Song Never Going To Kill Us)